# Šlomo Aviner
Rabi Šlomo Aviner (hebrejsky שלמה חיים הכהן אבינר‎) (narozen 1943) je bývalý roš ješiva (doslova „hlava ješivy“) Ateret Jerušalajim a emeritní hlavní rabín Bejt Elu Alef.

## Biografie
Narodil se roku 1943 v okupovaném Lyonu pod jménem Claude Langenauer. Unikl deportaci a žil pod falešnou identitou. V mládí byl aktivní v hnutí Bnei Akiva ve Francii. Studoval matematiku, fyziku a elektroinženýrství. Roku 1966 se vystěhoval do kibucu Sde Elijahu, potom studoval v ješivě Merkaz ha-rav v Jeruzalémě, pod patronací r. Cviho Jehudy Kooka. Také sloužil v armádě a účastnil se šestidenní a jomkipurové války. V letech 1981- 2013 (resp. až do 2021) byl rabínem Bejt Elu (Alef) a od roku 1983 do roku 2022 roš ješiva Ateret Jerušalajim (dříve Ateret Kohanim) ve Starém městě.